# Ліврея літака

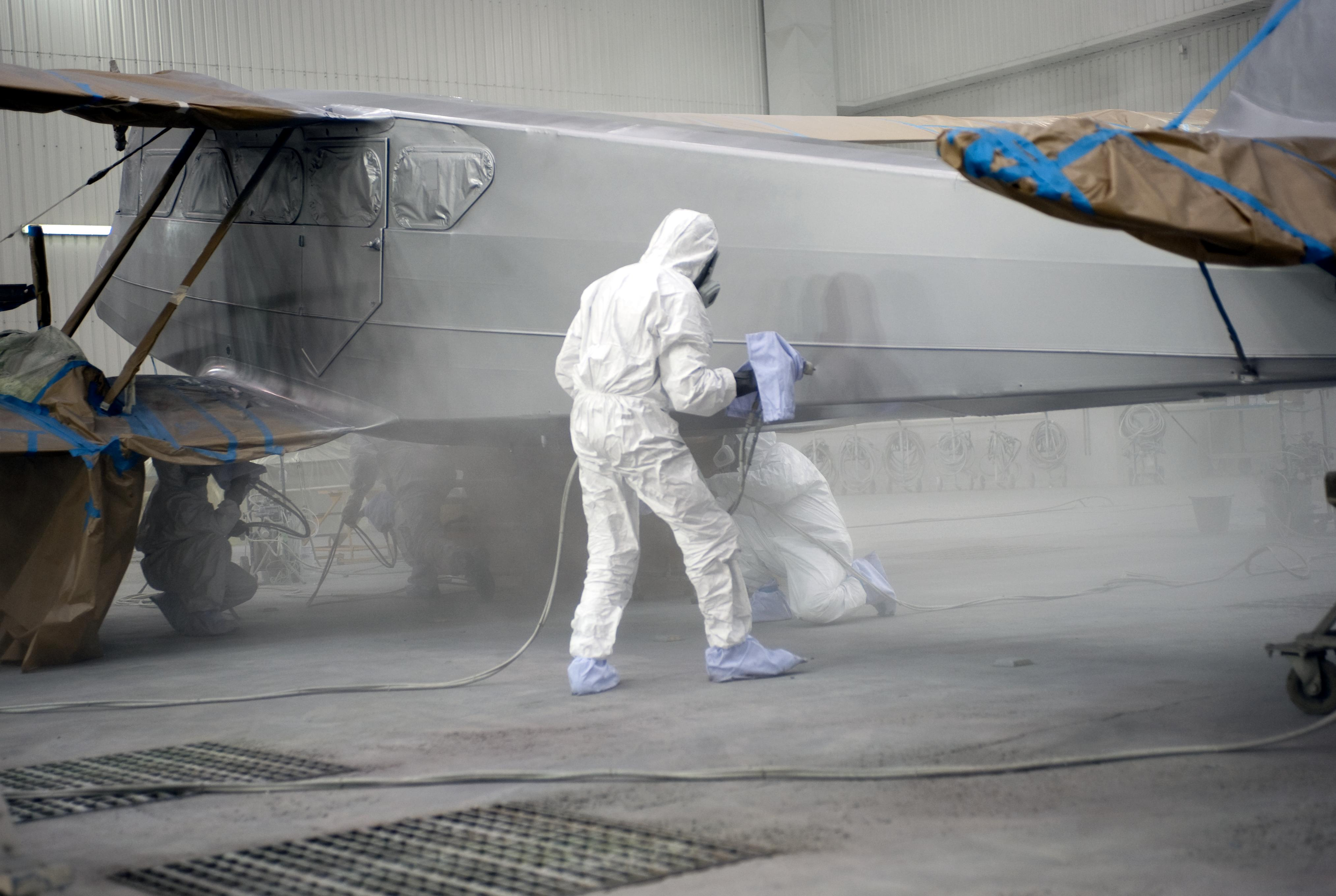
Фарбування літака спреєм

Ліврея літака — це набір знаків розрізнення, що включає кольорові, графічні та типографські ідентифікатори, які оператори (авіакомпанії, уряди, військово-повітряні сили та іноді приватні та корпоративні власники) застосовують до своїх літаків.
Оскільки лівреї для літаків еволюціонували в роки після Другої світової війни, вони стали провідною частиною нових дисциплін корпоративного стилю та брендингу та одними з найвидатніших прикладів моди. Вони стали ареною для роботи видатних дизайнерів і видатних мирян, таких як Реймонд Лоуі, Олександр Жирард і Жаклін Кеннеді Онассіс. Цей термін є адаптацією слова ліврея: одноманітний одяг, який носили слуги заможних сімей і представники уряду до початку/середини 20 століття. З появою диліжансів, залізничних поїздів і пароплавів термін ліврея поширився на їхнє оздоблення. З 1950-х років елементи лівреї авіакомпаній все більш інтегровано проникали в наземні транспортні засоби, рекламу, фірмові меблі аеропорту, рекламні матеріали авіакомпаній та уніформу екіпажів, поширюючись на веб-сайти авіакомпаній у 1990-х роках.
Починаючи з 1950-х і 60-х років, лівреї для літаків зазвичай були однаковими для всього флоту. Час від часу до окремих літаків флоту можуть застосовуватися індивідуальні дизайни, щоб підкреслити певні події.

## Застосування

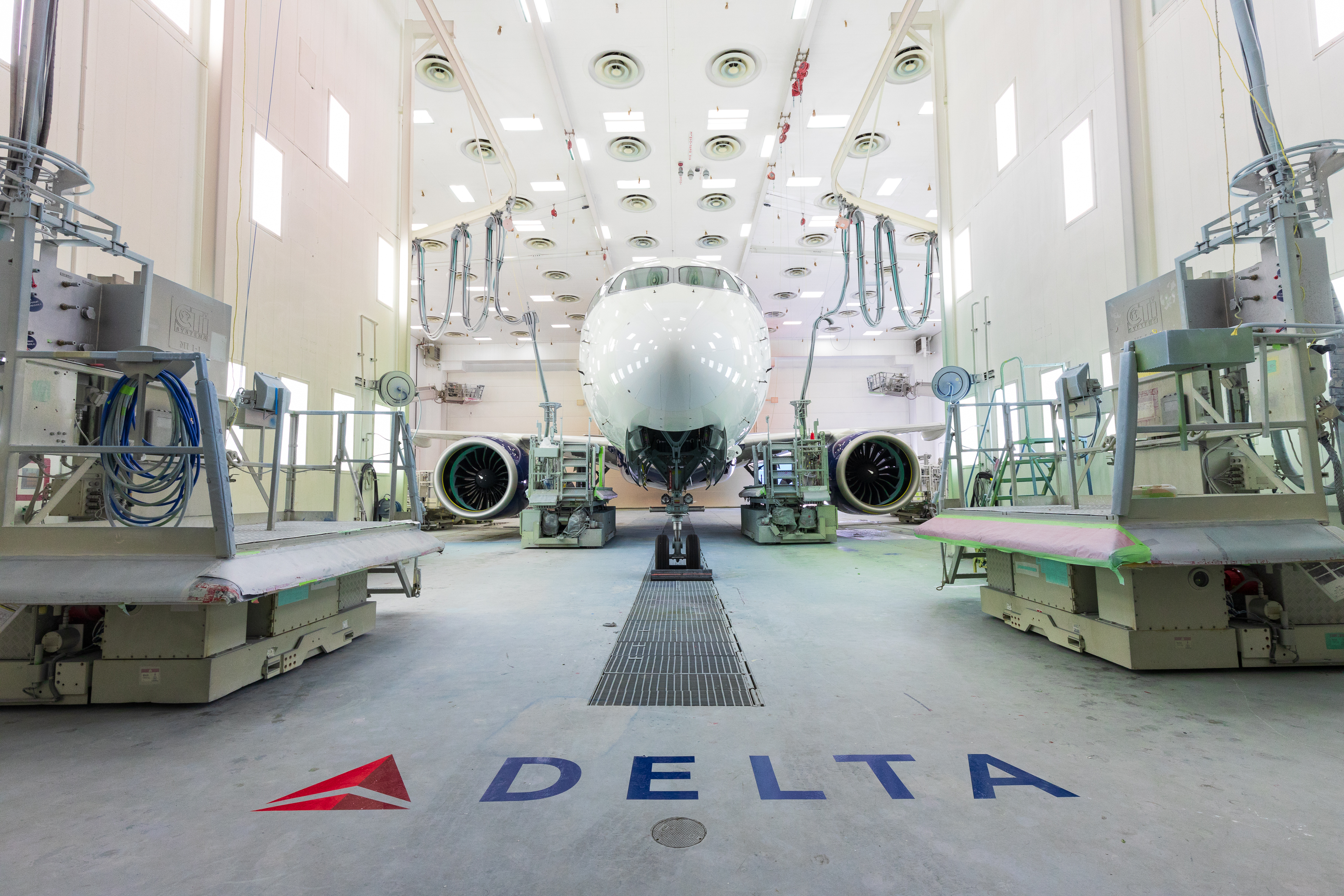
Airbus A220 у фарбувальному цеху Delta Air Lines

Багатошарове фарбування перетворилося на застосування системи базового лаку та прозорого лаку. Новий метод покращує блиск, збереження кольору та швидкість висихання. Це також може подвоїти термін служби покриття та важити, можливо, на 30 % менше, ніж кілька шарів. Фарба може важити до 450 кг (1000 фунтів) на літак. Деколі та/або наклейки використовуються для геометрично складних елементів, таких як заголовки та логотипи.
Для фарбування A380 знадобилося 24 малярів протягом двох тижнів, щоб нанести 2 300 л (610 гал. США) фарби в п'ять шарів для British Airways, щоб покрити 3500 м² (38 000 кв. футів) з 650 кг (1430 фунтів). Emirates зняли та перефарбували один за 15 днів із 34 людьми, включаючи сім днів для фарбування, охоплюючи 3 076 м² (33 110 кв. футів) з 1100 кг (2400 фунтів) у сім шарів.